# Eko Nugraho
Eko Nugraho, född 1977 i Yogyakarta i Indonesien, är en indonesisk konstnär.
Eko Nugraho växte upp i Yogyakarta och utbildade sig i måleri på Indonesian Art Institute, där han gick ut 1997. Hans verk är baserade både i lokal tradition och i global populärkultur. Speciellt är han inflerad av traditionella batik- och broderistilar samt samtida gatukonst, graffiti och serier. 
Han är målare och tecknare, och arbetar också med muralmålningar, skulptur, graffiti, animationer, serier och bonader. Han formgav 2013 den 1,8 kvadratmeter stora silkesschalen Republik Tropis till Louis Vuitton.
Han deltog i Venedigbiennalen 2013. Han grundade 2000 zinen Daging Tumbuh, ("sjuk tumör") med serier, texter och bilder.

## Offentliga verk i urval
- Målning på husgavel i Wrangel-området i Berlin, tillsammans med en grupp ungdomar från området, 2005
- The strategies of Ya Ampunn!, muralmålning på fasen till Yogyakartas kulturcentrum (Taman Budaya Yogyakarta), 2010